# 内装仕上げ施工技能士
内装仕上げ施工技能士（ないそうしあげせこうぎのうし）とは、国家資格である技能検定制度の一種で、都道府県職業能力開発協会（問題作成等は中央職業能力開発協会）が実施する、内装仕上げ施工に関する学科及び実技試験に合格した者をいう。

## 概要
検定試験では、「プラスチック系床仕上げ工事作業」、「鋼製下地工事作業」、「ボード仕上げ工事作業」、「カーテン工事作業」に分かれる。
等級には、1級～3級まであり、それぞれ上級技能者、中級技能者、初級技能者が通常有すべき技能の程度と位置づけられている。
内装仕上げ施工技能士は、職業訓練指導員 (インテリア科)、職業訓練指導員 (床仕上げ科)の実技試験免除資格となっている。

## 実技作業試験内容

### 内装仕上げ施工(プラスチック系床仕上げ工事作業)
- 1級：試験台1の平場及び階段部分に床タイル及び床シートを張り付ける作業を行う。試験台2の平場及び立上り部に床シート張り及び熱溶接作業を行う。試験時間＝3時間30分
- 2級：試験台の平場に床タイル及び床シートを張り付ける作業を行う。試験時間＝2時間30分
- 3級：試験台の平場に床タイル及び床シートを張り付ける作業を行う。試験時間＝2時間30分

### 内装仕上げ施工(鋼製下地工事作業)
- 1級：試験台に天井伏図、展開図等に基づいて、天井は鋼製野縁、野縁受け、つりボルト等を使用し、また、壁(柱による違い壁)は、スタッド、ランナ、スペーサ等を使用して鋼製下地作業を行う。試験時間＝2時間55分
- 2級：試験台に天井伏図、展開図等に基づいて、天井は鋼製野縁、野縁受け、つりボルト等を使用し、また、壁(平壁)は、スタッド、ランナ、スペーサ等を使用して鋼製下地作業を行う。試験時間＝2時間25分
- 3級：試験台に天井下地軸組図、壁下地軸組図に基づいて、天井は鋼製野縁、野縁受け、つりボルト等を使用し、また、壁(平壁)は、スタッド、ランナ、スペーサ等を使用して鋼製下地作業を行う。試験時間＝1時間45分

### 内装仕上げ施工(ボード仕上げ工事作業)
- 1級：鋼製下地が取り付けてある試験台に、天井伏図、展開図等に基づいて、天井及び壁(柱による違い壁)のボード仕上げ作業を行う。試験時間＝2時間55分
- 2級：鋼製下地が取り付けてある試験台に、天井伏図、展開図等に基づいて、天井及び壁(平壁)のボード仕上げ作業を行う。試験時間＝2時間25分
- 3級：鋼製下地が取り付けてある試験台に天井伏図、壁立面図等に基づいて、天井及び壁(平壁)のボード仕上げ作業を行う。試験時間＝1時間45分

### 内装仕上げ施工(カーテン工事作業)
- 1級：カーテン施工製作図により、裏地付きのカーテンを仕上げる。試験時間＝3時間
- 2級：カーテン施工製作図により、カーテンを仕上げる。試験時間＝2時間30分
- 3級：カーテン施工製作図により、カーテンを仕上げる。試験時間＝2時間15分

## 取得後の称号
技能検定に合格すると1級は厚生労働大臣名の、2級及び3級は各都道府県知事名の合格証書が交付され、技能士を称することができる。資格を表記する際には「1級内装仕上げ施工技能士」、「2級内装仕上げ施工技能士」、「3級内装仕上げ施工技能士」のように等級を明示する必要がある。等級の非表示、等級表示位置の誤り、職種名の省略表示などは不可である。
なお職業能力開発促進法により、内装仕上げ施工技能士資格を持っていないものが内装仕上げ施工技能士と称することは禁じられている(名称独占資格)。